# Blang Cut Sp IV
Blang Cut Sp IV is een bestuurslaag in het regentschap Bireuen van de provincie Atjeh, Indonesië. Blang Cut Sp IV telt 329 inwoners (volkstelling 2010).